# Мотор-редуктор

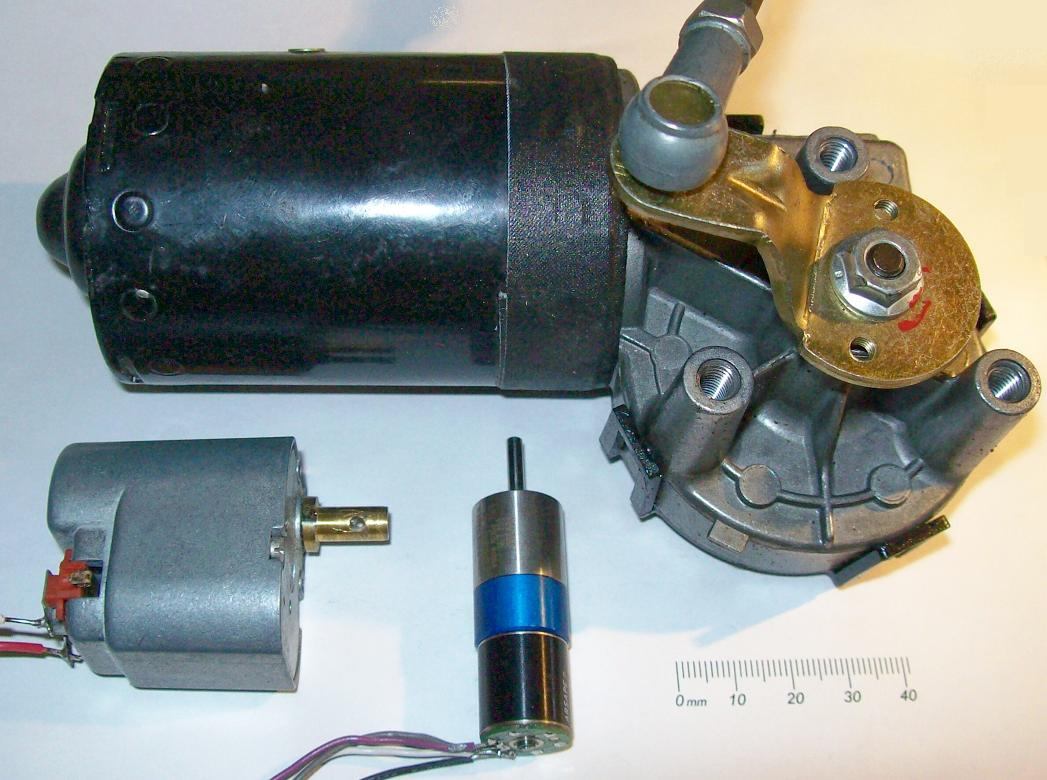
Мотор-редуктори з різними типами передач

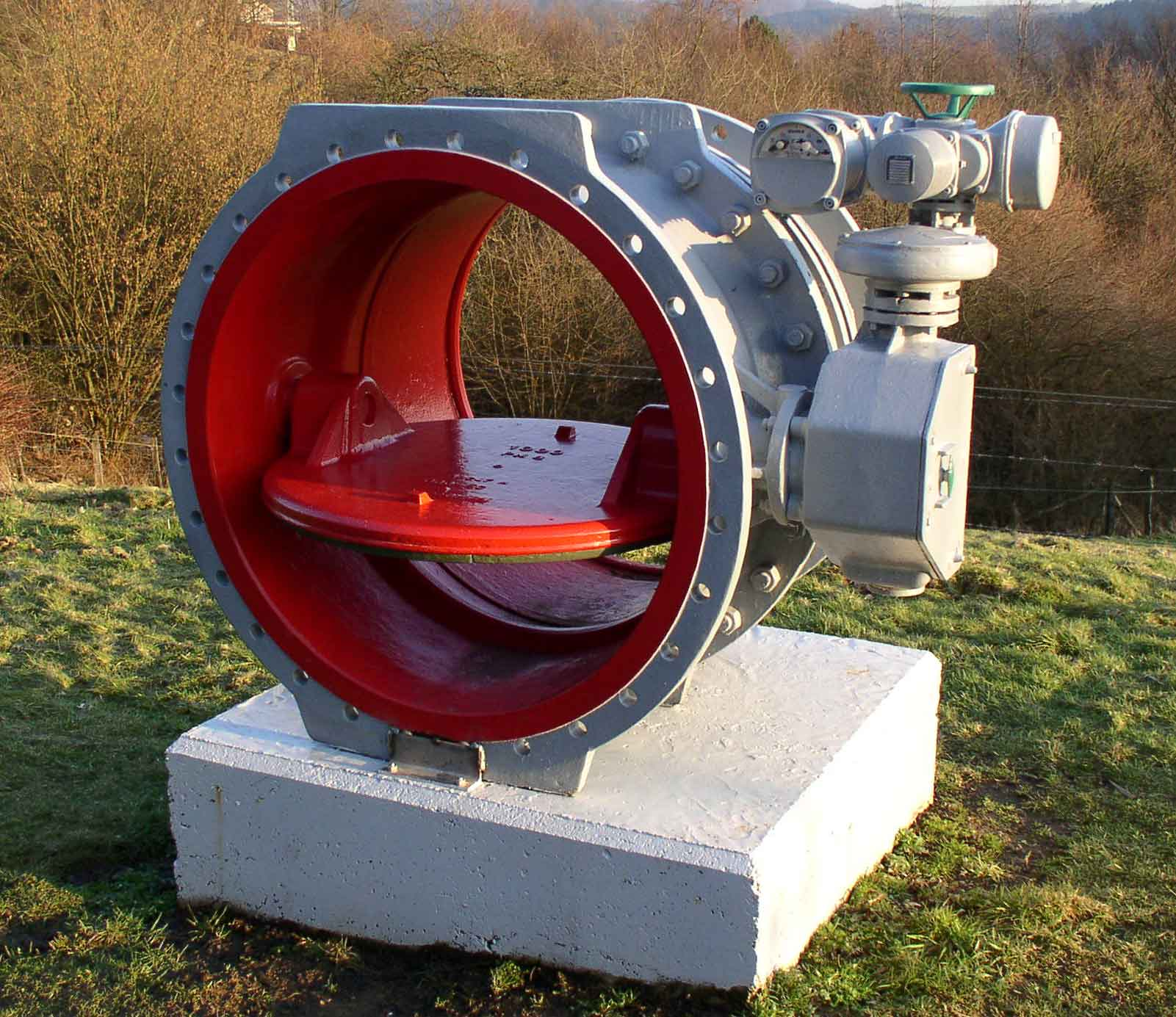
Дисковий затвор з приводом від мотор-редуктора

Мото́р-реду́ктор (від лат. motor — той, що рухає і лат. reductor — той що відтворює рух) — агрегат, у вигляді суміщених в одному блоці електродвигуна і редуктора поєднаних у спільний механізм безпосередньо або за допомогою муфти. Таке виконання дозволяє добитися більшої точності взаємного розташування валів редуктора і електродвигуна та зменшення кількості деталей.

## Класифікація
Як правило однієї ступені буває недостатньо для досягнення необхідного діапазону передатних чисел мотор-редукторів, тому широке застосування знайшли дво- і триступінчасті мотор-редуктори. Не рідкістю, також, є чотири- та п'ятиступінчасті мотор-редуктори.
Залежно від типу використовуваної передачі в останній ступені, виділяють:
- циліндричні мотор-редуктори (з циліндричною зубчастою передачею);
- конічні мотор-редуктори (з конічною зубчастою передачею);
- черв'ячні мотор-редуктори (з черв'ячною передачею);
- планетарні мотор-редуктори (на основі планетарної передачі);
- хвильові мотор-редуктори (на основі хвильової передачі).

Серійно випускаються мотор-редуктори:
- циліндричні двоступінчасті співвісні типу МЦ2С (крутний момент на тихохідному валу М = 125…1000 Н·м, частота обертання тихохідного вала n = 28…180 об/хв);
- планетарно-зубчасті, двоступінчасті типу МП32 (М = 125…1000 Н·м, n = 18…90 об/хв);
- хвильові горизонтальні типу МВ3 (М = 90…1000 Н·м, n = 5,8…18 об/хв).

## Переваги
Як елемент електроприводу, широко застосовується у всіх галузях промисловості. Його переваги
- високий ККД;
- простота обслуговування;
- компактність;
- спрощений монтаж.